# Lista de concursos de beleza
Neste anexo, estão listados corretamente todos os concursos de beleza existentes bem como suas etapas nacionais brasileiras. São classificados em principais, secundários, entre outros. O mesmo se aplica no nível nacional. Há também os concursos para modelos e para homens.

## Internacionais

### Principais
Classificados de acordo com sua notoriedade e demanda, bem como seu tempo de existência:
- Miss Universo
- Miss Mundo
- Miss Grand International
- Miss Supranational
- Miss Internacional
- Miss Terra

### Secundários
São concursos que vem crescendo, e ocorrem anualmente:
- Miss Intercontinental
- Miss Globo Internacional
- Miss Europe Internacional
- Miss Brasil de las Américas
- International Queen of the Seas
- Miss Petite International
- Miss Mundo Universitária
- Miss Atlântico Internacional
- Miss Continentes Unidos
- Miss Turismo Internacional
- Miss América Latina
- Miss & Mister Surdo Mundo
- Miss Queen Equality International
- Rainha Hispano Americana
- Rainha Internacional do Café
- Rainha Internacional da Pecuária
- Rainha Mundial da Banana
- Rainha do Turismo Internacional
- Miss Falls International

### Somente na América
- Miss Caraibes Hibiscus

### Antigos
Concurso que deixaram de existir devido a falta de patrocínio:
- Miss Bikini Internacional
- Miss Friendship Internacional
- Miss Italia nel Mondo
- Global Beauty Queen

### Adolescentes
Certames feitos especialmente para adolescentes até dezoito anos:
- Miss Teen Internacional
- Miss Teen World
- Miss Teen Earth International
- Miss Teen Supranacional
- Miss Global Teen
- Miss Continente Brasil Teen[1]

### Modelos
São competições feitas especialmente para modelos:
- Top Model of the World
- Best Model of the World
- Supermodel of the World
- Elite Model Look
- Miss e Mister Continente Brasil[1]

## Etapas Nacionais

### Principais
- Miss Brasil Universo
- Miss Mundo Brasil
- Miss Grand Brasil
- Miss Supranational Brasil
- Miss Brasil Internacional
- Miss Terra Brasil
- Miss Teen Brasil

### Secundários
- Miss Brasil de las Américas
- Miss Brasil Intercontinental
- Miss Brasil Pacific
- Miss Brasil Globo
- Miss Brasil Queen Equality
- Miss Brasil Universitária
- Miss Brasil Atlântico
- Miss Brasil Continentes Unidos
- Miss Brasil Imprensa
- Miss Brasil Turismo Internacional
- Rainha Hispano Brasileira
- Rainha Brasileira do Café
- Rainha Brasileira do Turismo Internacional

### Antigos
- Miss Bikini Brasil

### Modelos
- Top Model Brasil
- Supermodel Brasil

### Especial
- Miss Surda Brasil

## Masculinos
Também classificados de acordo com sua notoriedade e procura, bem como seu tempo de existência:
- Mister World
- Manhunt Internacional
- Mister Internacional
- Men Universe Model
- Mr. Turismo Internacional

### Etapas Nacionais
- Mister Brasil
- Mister Pacific Brasil
- Mister Universo Brasil
- Mister Brasil Tur
- Miss Falls Brasil